# Collégiale du Saint-Sépulcre de Caen
Pour les articles homonymes, voir Église du Saint-Sépulcre.
La collégiale du Saint-Sépulcre de Caen est une ancienne collégiale fondée au XIIIe siècle dans le quartier du Vaugueux à Caen. Ce monument fait l’objet d’un classement au titre des monuments historiques depuis le 23 février 1934.

## Histoire

### La première église
Le prêtre Guillaume Acarin, conseiller de Philippe Auguste et de son successeur Louis VIII, fait vœu lors de son pèlerinage à Jérusalem de bâtir à Caen une église suivant les plans du Saint-Sépulcre. Le chapitre de Bayeux lui offre un terrain sur la colline faisant face au château de Caen et sur lequel se dresse une chapelle construite au XIIe siècle. En 1219, l'église du Saint Sépulcre est construite à l'est de la vieille chapelle dédiée à sainte Anne. Elle était située dans la paroisse Saint-Gilles (Bourg-l'Abbesse).
Si l'on en croit les écrits, il s'acquitte généreusement de ses engagements et l'église est pour l'époque considérée comme une petite merveille. On y remarque surtout une chapelle dite « du Monument » parce qu'elle représente fidèlement le tombeau de Jésus-Christ. On y conservait un morceau de la Vraie Croix. Le dimanche des Rameaux, des processions partaient des différentes paroisses de la ville pour venir adorer cette relique. Une autre cérémonie très fréquentée se tenait le Vendredi saint. D'autres reliques étaient entreposées dans l'église, comme des meubles et des vêtements ayant appartenu à Thomas Becket.
Le chapitre de chanoines était à l'origine composé de seize membres. Leur nombre fut ensuite plus important, avant qu'il ne se stabilise à 10 : un doyen et neuf chanoines qui tiraient leur revenu de la prébende. Le premier doyen est le fondateur de l'église, Guillaume Acarin.
L'église est pillée lors de la prise de Caen en 1346. Comme l'église se trouve en dehors des fortifications de Caen, les chanoines reçoivent l'autorisation de se mettre en sûreté en s'entourant de remparts et de fossés. En 1372, il est fait mention d'une enceinte défensive entourant l'église, son cimetière, ainsi qu'un jardin ; l'accès à l'ensemble se faisait par une porte à deux vantaux à claire-voie. Le fort était également protégé par cinq balistes. Mais ces fortifications, insuffisamment entretenues, ne permettent pas de résister à un assaut et disparaissent avant le XVIe siècle.

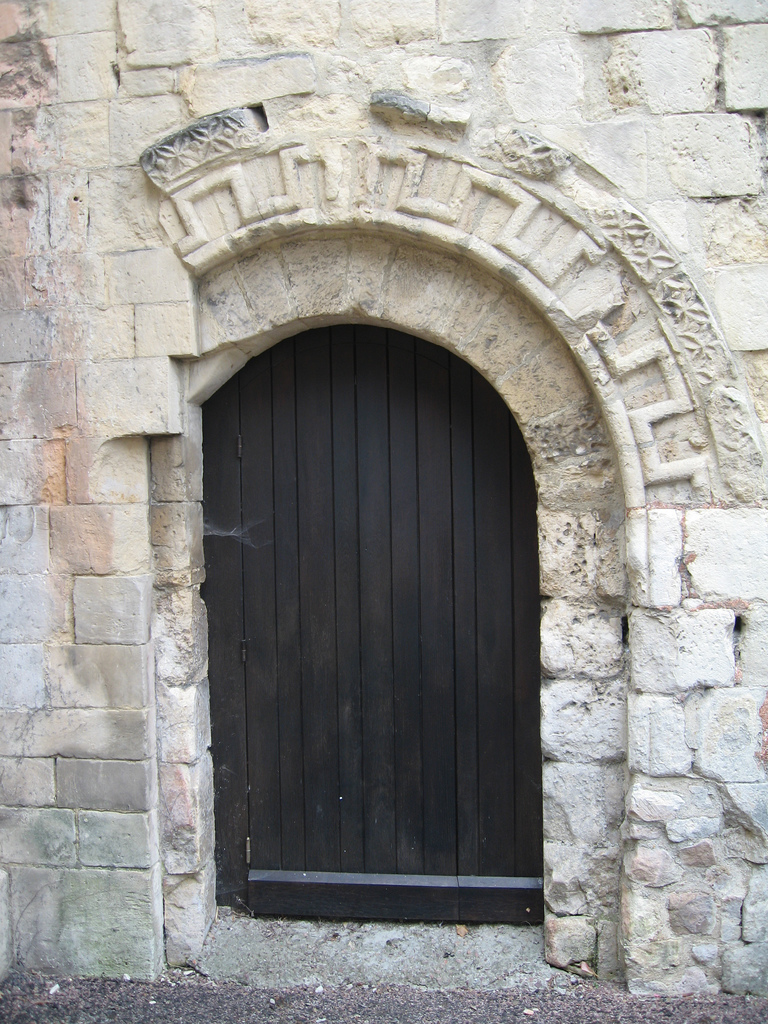
Vestige de l'ancienne chapelle Sainte-Anne (XII).

L'église du Sépulcre, insuffisamment protégée, tombe au pouvoir des Anglais lors du siège de 1417. Ces derniers nomment un de leurs hommes, Jean Fane, comme doyen et emportent le morceau de la Vraie Croix. Mais selon Charles de Bourgueville, ils rendent la relique aux chanoines à la suite de divers désastres que les conquérants interprètent comme des punitions divines. Les religieux font alors dresser une chapelle.
Les huguenots dévastent à leur tour l'église lors du pillage de la ville en mai 1562. En août de la même année, Henri de La Tour d'Auvergne, duc de Bouillon et gouverneur de Normandie, proche des calvinistes, fait démolir l'édifice à coup de canon au prétexte que cette position élevée pouvait être investie par les Protestants qui auraient ainsi inquiété la garnison du château de l'autre côté du vallon.

### L'église actuelle
Après la destruction de leur église, les chanoines du Saint-Sépulcre s'installent dans la modeste chapelle Sainte-Anne.
En 1629, les chanoines font établir à leurs frais les degrés en granit qui conduisent encore, de la rue du Vaugueux à la place du Saint Sépulcre.
Jusqu'au début du XVIIIe siècle, les chanoines disposent d'une chapelle d'environ 30 mètres sur 10. Vers 1740, on lui ajoute une sacristie avec des boiseries richement décorées. En 1761, le doyen charge l'architecte local, Jean Boisard de bâtir le clocher et deux chapelles formant l'ébauche d'un transept. À la veille de la Révolution française, l’église est dans une excellente situation financière. En 1785, une nouvelle campagne d'agrandissement est entreprise par Laguillière afin d'harmoniser les différentes parties de l'église, mais les travaux sont interrompus par la Révolution.

### L'église depuis la Révolution
En 1791, la collégiale est dissoute. L'église est affectée en 1817 au service de l'artillerie.
En février 1910, un projet de construction d'une école pour les filles est adopté par le conseil municipal. Il prévoit la destruction de l'église, alors inutilisée. Des associations de particuliers, relayées par le Préfet du Calvados, souhaitent la conservation du clocher qu'un membre du conseil municipal qualifie en retour de « tour à pigeons ». Finalement, le conseil municipal décide en 1911 de modifier les plans de la nouvelle école pour conserver la tour recouverte de lierre, sauvée par son aspect « pittoresque » (rapport de Guerlin du Guer). Mais le projet traîne jusqu'en 1913 car l'armée demande des indemnités en vertu de la convention passée en 1817. Le 25 juin 1914, la déclaration d'utilité publique est signée. Mais la Première Guerre mondiale éclate en juillet et le projet est définitivement abandonné.
En 1920, l'armée quitte les lieux qui sont désormais occupés par les archives départementales. La totalité de l'église est classée monument historique en 1934.
Pendant la bataille de Caen, l'église est légèrement endommagée. Une toiture provisoire est posée en 1945, puis la charpente est reconstruite. En 1962, l'édifice est cédé à la ville par le département. La Société des antiquaires de Normandie y installe en juillet-août 1963 les collections du musée des antiquaires de Normandie. Aujourd'hui, l'église est ouverte occasionnellement pour accueillir des manifestations organisées par la ville de Caen. 
Depuis 2019, le Sépulcre est lieu permanent de résidence du Collectif Chorégraphique qui regroupe 4 compagnies de danse et qui y organise des événements comme le festival Morpho, à l'équinoxe d'automne.

## Architecture
L'emprise au sol de l'église est de 674 m2. Elle est longue de 53 mètres pour un maximum de 18 mètres.
De la chapelle Sainte-Anne du XIIe siècle, il ne reste plus qu'un fragment de la façade incorporé au mur sud de l'église actuelle. Il s'agit de deux fenêtres séparées par un contrefort et surtout d'une porte murée dont le décor de frettes crénelées est caractéristique de l'architecture médiévale normande. On en retrouve des exemples au château de Caen (salle de l'Échiquier) ou à l'abbaye aux Dames (église abbatiale). Ces ouvertures ont été murées au XVIIIe siècle.
Au-dessus d'une base carrée, la tour octogonale est surmontée d'un dôme à huit pans. Elle est typique de l'architecture de la deuxième moitié du XVIIIe siècle, comme le clocher de l'église Saint-Michel de Vaucelles construit 20 ans plus tard. Le décor de l'abside, scandé par des colonnes d'ordre corinthien, offre également un bon exemple du classicisme français.
Le toit de la nef est surmonté d'une contre-courbe assez aiguë.

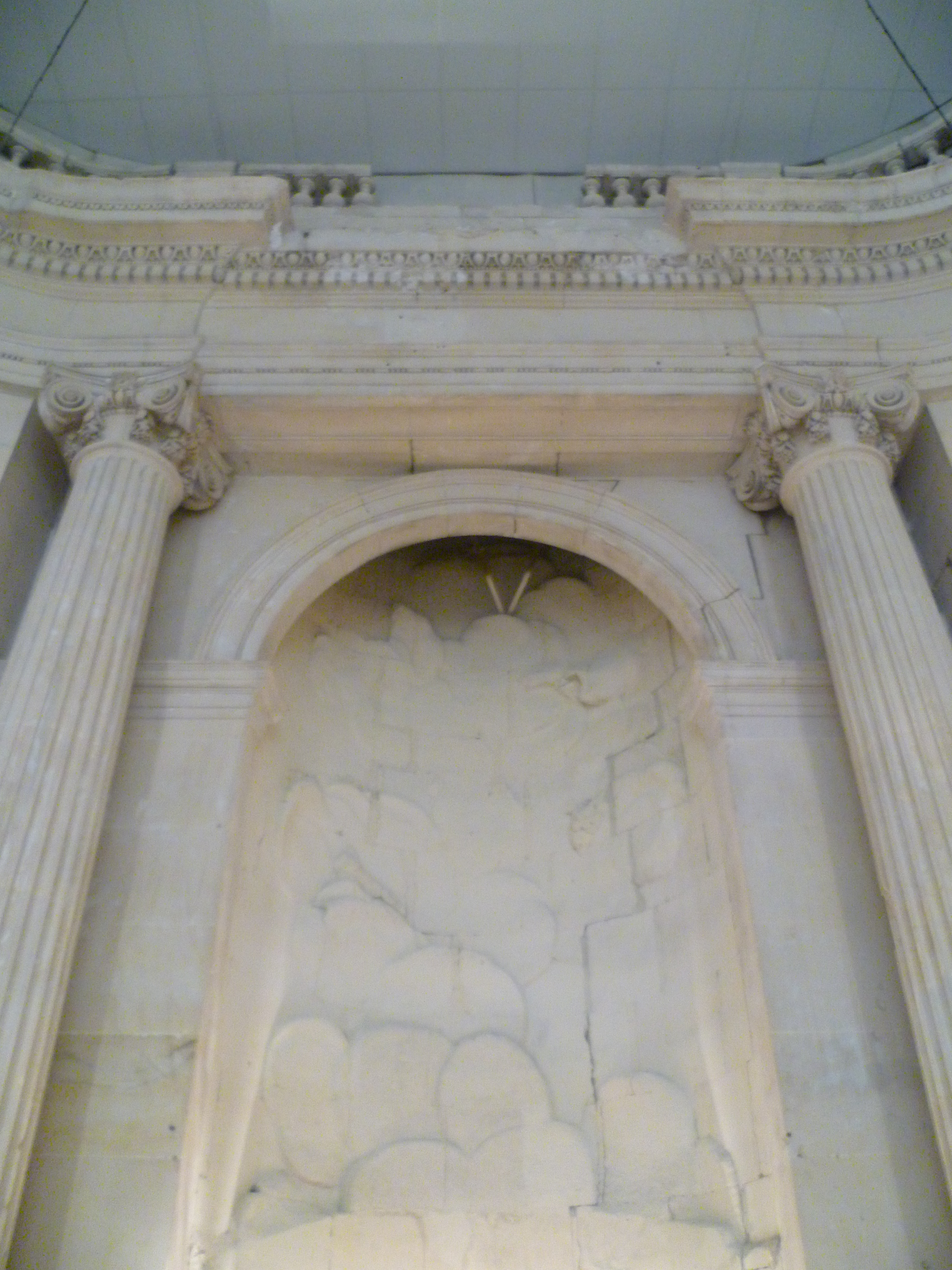
Détail de l'abside (XVIIIe siècle).
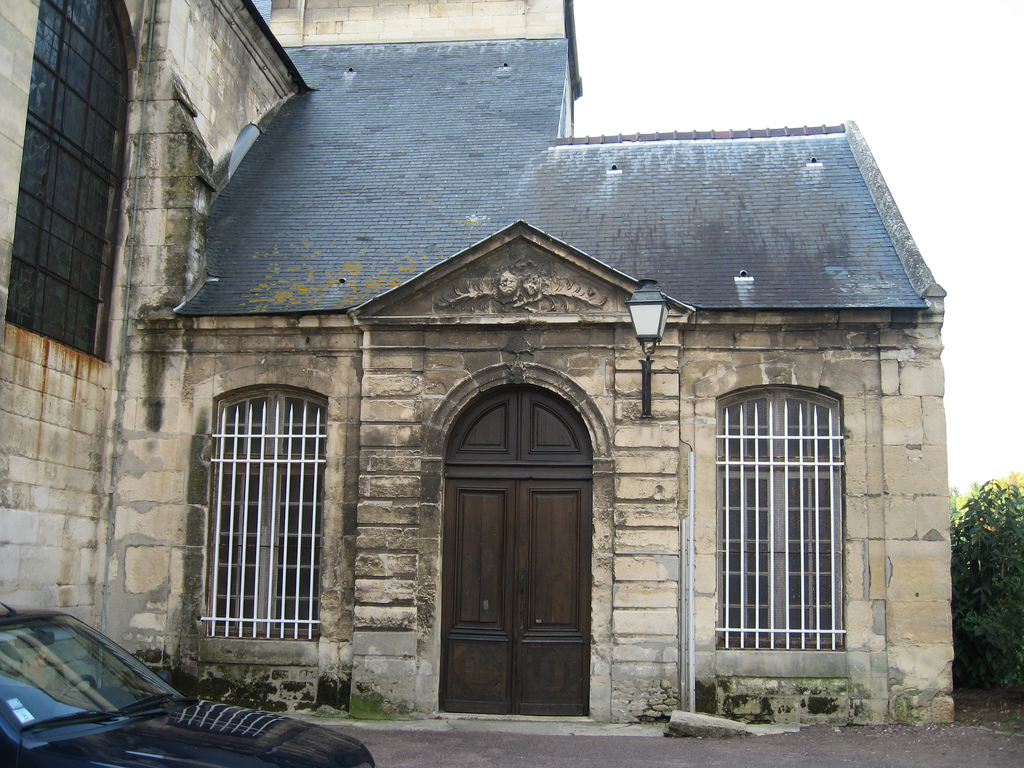
Pavillon d’entrée.